# مایکل کلی (بازیگر آمریکایی)
مایکل کلی (انگلیسی: Michael Kelly؛ زادهٔ ۲۲ مهٔ ۱۹۶۹) بازیگر اهل ایالات متحده آمریکا است.
او بیشتر برای بازی در نقش داگ استمپر (به انگلیسی: Doug Stamper)، از سال ۲۰۱۳ تا ۲۰۱۸، در سریال درام نتفلیکس به نام خانه پوشالی شناخته می‌شود. او همچنین در نقش مأمور سیا، مایک نوامبر، در سریال مهیج جک رایان محصول آمازون پرایم ویدئو ظاهر شد.
از جمله فیلم‌هایی که او در آن بازی کرده می‌توان به اکنون مرا می‌بینی، شهروند مطیع قانون و نشکن، شکست‌ناپذیر، تابو، لطافت، مدافع و با چنگ و دندان اشاره کرد.